# Spodoptera littoralis
Spodoptère littorale, Noctuelle méditerranéenne, Ver du cotonnier, Prodénia
Espèce
Spodoptera littoralis (la Spodoptère littorale, la Noctuelle méditerranéenne, le Ver du cotonnier ou le Prodénia) est une espèce de lépidoptères (papillons) de la famille des Noctuidae, originaire d'Afrique. Cette espèce est notamment connue pour les dégâts causés par sa chenille polyphage et phyllophage à de nombreuses plantes cultivées, notamment les légumineuses et les plantes du genre Gossypium (le genre des cotonniers véritables).

## Répartition
L'aire de répartition de la Noctuelle méditerranéenne couvre tout le continent africain, y compris Madagascar, ainsi que l'Europe méridionale et le Moyen-Orient.
Spodoptera littoralis a souvent été confondue avec Spodoptera litura, espèce très proche dont l'aire de répartition couvre l'Asie et l'Océanie. Il s'agit d'un exemple de spéciation sympatrique.

## Cycle vital

### Œufs
Le cycle vital est relativement court, puisque l'œuf conservé à 25 °C éclot 4 à 6 jours après la ponte et que l'individu atteint le stade d'imago (papillon) après 5 à 6 semaines environ. Les œufs sont déposés sur plusieurs couches et recouverts de fines écailles piliformes. Ceux-ci sont déposés sur la face inférieure des feuilles. Ils sont généralement sphériques et légèrement striés.

### Chenille

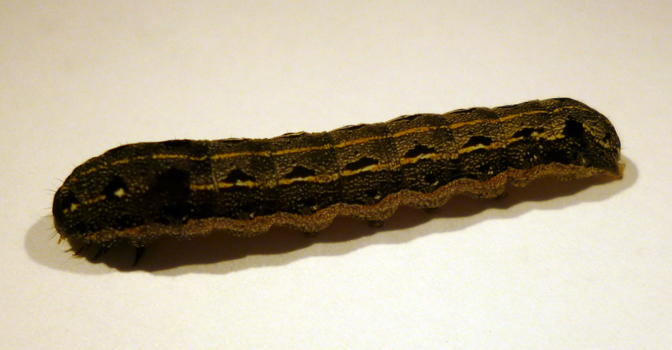
Vue de la chenille.

Après l'éclosion suivent 6 stades larvaires successifs dont le dernier est caractéristique de l'espèce. Ce sixième stade larvaire présente en effet des triangles sombres opposés les uns aux autres sur fond brun ou verdâtre tout le long du corps de la chenille.

### Chrysalide et papillon
Suit le stade nymphal. La chrysalide est d'un brun foncé et mesure environ 15 mm. Elle s'ouvre après 10 jours ; en sort un papillon aux ailes avant brunes tachetées de jaune-ocre et aux ailes arrière blanchâtres bordées de brun.

## Plantes hôtes
Dans le Sud de la France (Région Paca), où elle fait l'objet d'une surveillance, la chenille est observée sur les cultures de courgettes et de patates douces.